# ㅇ

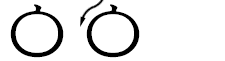
筆順

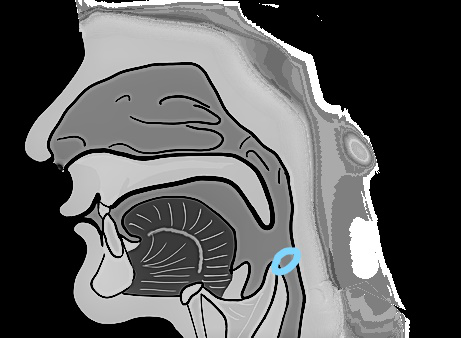
ㅇの象形

ㅇは、ハングルを構成する子音字母のひとつ。8番目の字母（1751年の『三韻声彙』以降。『訓民正音』当時は最初の「ㄱ」から濃音を含めなければ15番目、濃音も含めれば21番目、『訓蒙字会』では15番目【8番目が「ㆁ」】）。名称はイウン（이응）。

## 音声
初声（音節頭位）に置かれたときは、その音節が母音または半母音で始まることを示すだけで、音価を持たない。終声（音節末）に置かれた時は、後舌を軟口蓋に密着させて口蓋帆を下げて鼻腔から呼気を抜くことで出す軟口蓋鼻音[ŋ]を表す。音素は/ŋ/で表される。
| 音価 | 終声字                     | 複合終声字           | 複合終声字 |
| 音価 | 終声字                     | 前                   | 後         |
| ---- | -------------------------- | -------------------- | ---------- |
| ㄱ   | ㄱ, ㅋ, ㄲ                 | ㄳ                   | ㄺ         |
| ㄷ   | ㄷ, ㅅ, ㅆ, ㅈ, ㅊ, ㅌ, ㅎ |                      |            |
| ㅂ   | ㅂ, ㅍ                     | ㅄ                   | (ㄼ), ㄿ   |
| ㄹ   | ㄹ                         | ㄼ, ㄽ, ㄾ, ㅀ, (ㄺ) |            |
| ㄴ   | ㄴ                         | ㄵ, ㄶ               |            |
| ㅁ   | ㅁ                         |                      | ㄻ         |
| ㅇ   | ㅇ                         |                      |            |

## 訓民正音
『訓民正音』初声体系には、現在使われているㅇの他に、よく似た形の字母としてㆁ（コㇰチイウン、꼭지이응、へたのあるイウン）が存在し、またㅇの並書としてㆀ（サンイウン、쌍이응）が存在する。

### 牙音
ㆁは牙音の不清不濁に分類されている。頭子音の軟口蓋鼻音[ŋ]を表したと考えられている。この字母は16世紀初頭になると初声の表記にほとんど使われることがなくなっており、終声にだけ使われる字母となった。その初声での音価も16世紀末には消失したと考えられている。

### 喉音
ㅇは、喉音の不清不濁に分類されている。音価がなく音節構成のために用いられる形式的な字母である。ただし、使役動詞を作る語尾 오 / 우 など有声声門摩擦音 [ɦ]を表したと考えられる例もある。この音価をもったㅇは16世紀末には消滅したと考えられている。
訓民正音の世宗序では「喉音如欲字初發聲」と規定されている。その字形は『訓民正音解例』制字解によると喉の形に象ったとされる。喉音系統のㆆ, ㅎはこれに筆画が足されて作られた。
通常、終声に使われることはなかったが、漢字音の終声に音価がないことを示すために使われることがあった。訓民正音によれば、不清不濁であるため、終声に用いれば「平上去声」となるとされていた。
後には初声の/ㆁ/がその音価が失われて/ㅇ/と同じになったため、ㅇがㆁを代用するようになり字形も混用された。現代ではその慣習を踏襲し、1933年の朝鮮語綴字法統一案により両者をㅇに統一して使っている。

### 名称
字母の名称は『訓蒙字会』（1527年）によりㆁは이응（イウン、異凝）、ㅇは이（イ、伊）と名付けられた。ㆁが廃止され、現在のㅇがイウンと名付けられたのは、1933年の朝鮮語綴字法統一案からである。

## ラテン文字転写
文化観光部2000年式、マッキューン＝ライシャワー式ともに初声は表記しない（母音のみまたは母音+終声子音となる）、終声はngと表記される。

## 文字コード
| 名称                   | 用途   | コード | HTML実体参照コード | 表示 |
| HANGUL LETTER IEUNG    | 単体   | U+3147 | &#12615;           | ㅇ   |
| HANGUL CHOSEONG IEUNG  | 初声用 | U+110B | &#4363;            | ᄋ   |
| HANGUL JONGSEONG IEUNG | 終声用 | U+11BC | &#4540;            | ᆼ     |